# ATP Challenger Neapel
Das ATP Challenger Neapel (offizieller Name: Napoli Tennis Cup) ist ein erstmals 1995 gespieltes Tennisturnier in Neapel, Italien. Es ist Teil der ATP Challenger Tour und wird im Freien auf Sand ausgetragen. Mit drei aufeinanderfolgenden Siegen in den Jahren 2006 bis 2008 sowie einem weiteren Sieg 2013 ist der Lokalmatador Potito Starace der erfolgreichste Spieler des Turniers.

## Liste der Sieger

### Einzel
| Jahr                         | Sieger                  | Finalgegner                 | Ergebnis          |
| ---------------------------- | ----------------------- | --------------------------- | ----------------- |
| 2025                         | Vít Kopřiva             | Luciano Darderi             | 3:6, 6:3, 7:64    |
| 2024                         | Luca Nardi              | Pierre-Hugues Herbert       | 5:7, 7:63, 6:2    |
| 2022–2023: nicht ausgetragen |                         |                             |                   |
| 2021 (2)                     | Tallon Griekspoor (2)   | Alexander Ritschard         | 6:3, 6:2          |
| 2021 (1)                     | Tallon Griekspoor (1)   | Andrea Pellegrino           | 6:3, 6:2          |
| 2017–2020: nicht ausgetragen |                         |                             |                   |
| 2016                         | Jozef Kovalík           | Arthur De Greef             | 6:3, 6:2          |
| 2015                         | Daniel Muñoz de la Nava | Matteo Donati               | 6:2, 6:1          |
| 2014                         | nicht ausgetragen       | nicht ausgetragen           | nicht ausgetragen |
| 2013                         | Potito Starace (4)      | Alessandro Giannessi        | 6:2, 2:0 aufgg.   |
| 2012                         | Andrei Kusnezow         | Jonathan Dasnières de Veigy | 7:66, 7:66        |
| 2011                         | Thomas Schoorel         | Filippo Volandri            | 6:2, 7:64         |
| 2010                         | Rui Machado             | Federico Delbonis           | 6:4, 6:4          |
| 2009                         | Pablo Cuevas            | Victor Crivoi               | 6:1, 6:3          |
| 2008                         | Potito Starace (3)      | Marcos Daniel               | 6:4, 4:6, 7:63    |
| 2007                         | Potito Starace (2)      | Younes El Aynaoui           | 7:5, 6:2          |
| 2006                         | Potito Starace (1)      | Alessio di Mauro            | 6:0, 5:1 aufgg.   |
| 2005                         | Richard Gasquet (2)     | Potito Starace              | 4:6, 6:3, 7:5     |
| 2004                         | Gilles Müller           | Arnaud Di Pasquale          | 7:67, 6:71, 6:1   |
| 2003                         | Richard Gasquet (1)     | Gilles Müller               | 6:4, 6:4          |
| 2002                         | David Ferrer            | Jean-René Lisnard           | 6:1, 6:1          |
| 2000–2001: nicht ausgetragen |                         |                             |                   |
| 1999                         | Juan Carlos Ferrero     | Juan Albert Viloca          | 3:6, 7:6, 6:1     |
| 1998                         | Davide Sanguinetti      | Marat Safin                 | 6:4, 6:4          |
| 1997                         | Dinu Pescariu           | Oliver Gross                | 6:4, 6:2          |
| 1996                         | Félix Mantilla          | Karim Alami                 | 6:3, 7:5          |
| 1995                         | Thomas Johansson        | Frédéric Vitoux             | 6:0, 6:0          |

### Doppel
| Jahr                         | Sieger                                       | Finalgegner                              | Ergebnis          |
| ---------------------------- | -------------------------------------------- | ---------------------------------------- | ----------------- |
| 2025                         | Alexander Erler Constantin Frantzen          | Geoffrey Blancaneaux Albano Olivetti     | 6:4, 6:4          |
| 2024                         | Guido Andreozzi Miguel Ángel Reyes Varela    | Théo Arribagé Victor Vlad Cornea         | 6:4, 1:6, [10:7]  |
| 2022–2023: nicht ausgetragen |                                              |                                          |                   |
| 2021 (2)                     | Marco Bortolotti Sergio Martos Gornés        | Dustin Brown Andrea Vavassori            | 6:4, 3:6, [10:7]  |
| 2021 (1)                     | Dustin Brown (2) Andrea Vavassori            | Mirza Bašić Nino Serdarušić              | 7:5, 7:65         |
| 2017–2020: nicht ausgetragen |                                              |                                          |                   |
| 2016                         | Gero Kretschmer Alexander Satschko           | Matteo Donati Stefano Napolitano         | 6:1, 6:3          |
| 2015                         | Ilija Bozoljac Filip Krajinović              | Nikolos Bassilaschwili Aljaksandr Bury   | 6:1, 6:2          |
| 2014                         | nicht ausgetragen                            | nicht ausgetragen                        | nicht ausgetragen |
| 2013                         | Stefano Ianni Potito Starace                 | Alessandro Giannessi Andrei Golubew      | 6:1, 6:3          |
| 2012                         | Laurynas Grigelis Alessandro Motti           | Rameez Junaid Igor Zelenay               | 6:4, 6:4          |
| 2011                         | Travis Rettenmaier Simon Stadler             | Travis Parrott Andreas Siljeström        | 6:4, 6:4          |
| 2010                         | Dustin Brown (1) Jesse Witten                | Rohan Bopanna Aisam-ul-Haq Qureshi       | 7:64, 7:5         |
| 2009                         | Pablo Cuevas David Marrero                   | Lukáš Rosol Frank Moser                  | 6:4, 6:3          |
| 2008                         | Tomáš Cibulec (2) Jaroslav Levinský          | Frederico Gil Luis Horna                 | 6:1, 6:3          |
| 2007                         | Flavio Cipolla Marcel Granollers             | Marco Crugnola Alessio di Mauro          | 6:4, 6:2          |
| 2006                         | Tomáš Cibulec (1) Łukasz Kubot               | Simone Bolelli Fabio Fognini             | 7:5, 4:6, [10:7]  |
| 2005                         | Janko Tipsarević Jiří Vaněk                  | Massimo Bertolini Uros Vico              | 3:6, 6:4, 6:2     |
| 2004                         | Tomas Behrend Giorgio Galimberti (2)         | Michal Tabara Jiří Vaněk                 | 6:1, 6:3          |
| 2003                         | Massimo Bertolini (2) Giorgio Galimberti (1) | Amir Hadad Christophe Rochus             | 2:6, 7:5, 6:4     |
| 2002                         | Gabriel Trifu Uladsimir Waltschkou           | Leonardo Olguín Martín Vassallo Argüello | 7:5, 7:65         |
| 2000–2001: nicht ausgetragen |                                              |                                          |                   |
| 1999                         | Marcos Ondruska Jack Waite                   | Massimo Bertolini Cristian Brandi        | 6:4, 7:6          |
| 1998                         | Massimo Bertolini (1) Devin Bowen            | Tamer El Sawy Gábor Köves                | 7:6, 6:2          |
| 1997                         | Aleksandar Kitinov Tom Vanhoudt              | Tomás Carbonell Francisco Roig           | 7:6, 6:4          |
| 1996                         | Omar Camporese Diego Nargiso                 | Ģirts Dzelde Tomas Nydahl                | 3:6, 6:4, 7:6     |
| 1995                         | Stefano Pescosolido Vincenzo Santopadre      | Kent Kinnear Jack Waite                  | 6:1, 3:6, 6:3     |